# Nagana
Nagana, também chamada de tripanossomíase animal, é uma doença causada por protozoários do gênero Trypanosoma que ataca animais ungulados e domésticos, incluindo cavalos, ovelha e gado na África Central e Áustral. O protozoário, que pode ser da espécie Trypanosoma brucei, é transmitido por moscas tsé-tsé, e causa febre, fraqueza, anemia e inchaço.
Os animais infectados muitas vezes abrigam parasitas que podem contaminar humanos. Assim, eles são uma reserva importante que mantém a doença.
Em vacas, a doença é frequentemente fatal, e ela é responsável por tornar 4,5 milhões de milhas quadradas da África inadequadas para a criação de gado.